# Аллик, Август Августович
А́вгуст А́вгустович А́ллик (18 марта 1920, Лоди — 21 августа 1962, Таллин) — советский офицер, эстонец по национальности, командир взвода разведки 300-го стрелкового полка 7-й стрелковой дивизии 8-й армии Ленинградского фронта. Герой Советского Союза (24.03.1945), младший лейтенант, старший лейтенант в отставке.

## Биография

### Довоенные годы
Родился в Эстонской республике. Получил среднее образование. Работал в Таллине. С 1941 года — в рядах Красной Армии.

### Великая Отечественная война
На фронтах Великой Отечественной войны с ноября 1942 года. В рядах ВКП(б) — с 1944-го.
5 октября 1944 года взвод Аллика форсировал пролив Вяйкевяйн и высадился на остров Сааремаа. Младший лейтенант Аллик, заменив выбывшего командира роты, принял командование на себя и, будучи раненым, продолжал командование. Рота под его командованием захватила четыре вражеских миномёта, два орудия и автомашину со снарядами.

Указом Президиума Верховного Совета СССР от 24 марта 1945 года за образцовое выполнение боевых заданий командования на фронте борьбы с немецко-фашистскими захватчиками и проявленные при этом мужество и героизм младшему лейтенанту Аллику Августу Августовичу присвоено звание Героя Советского Союза с вручением ордена Ленина и медали «Золотая Звезда».

### Послевоенный период
В 1946 году старший лейтенант Аллик уволен в запас. После войны жил и работал в столице ЭССР Таллине. Умер 21 августа 1962 года.

## Награды
- Медаль «Золотая Звезда» Героя Советского Союза (24.03.1945, медаль № 7354)
- Орден Отечественной войны I степени
- Орден Отечественной войны II степени
- Орден Ленина (24.03.1945)
- Медали, в том числе:
  - Медаль «За победу над Германией в Великой Отечественной войне 1941—1945 гг.»